# Heinrich von Bevern
Heinrich von Bevern (* im 16. Jahrhundert; † 18. März 1608) war Domherr in Münster und Domkantor in Osnabrück.

## Leben

### Herkunft und Familie
Heinrich von Bevern entstammte dem westfälischen Adelsgeschlecht von Bevern und war der Sohn des Johann von Bevern zu Havixbeck und dessen Gemahlin Hilla Schenking zu Bevern. Sein Bruder Asswerus war Domherr in Hildesheim, seine Schwestern Anna, Gerda und Elisabeth waren Kanonissen.

### Wirken
Im Jahre 1575 wurde Heinrich vom Domherrn Wilhelm von Elverfeldt für eine münstersche Dompräbende präsentiert und am 12. April des Jahres emanzipiert. Am 29. Mai 1589 optierte er die Obedienz Scholving und am 29. August 1593 das Archidiakonat Stadtlohn, nachdem der Domherr Christoph von Elverfeldt verzichtet hatte. Als er nach dem Tode Christophs von Elverfeldt das Archidiakonat Albersloh optierte, verzichtete Heinrich auf das Archidiakonat Stadtlohn. Es fiel an Walter von Brabeck. Neben seinen Ämtern in Münster war Heinrich Domkantor im Dom zu Osnabrück.

### Sonstiges
Nach Heinrichs Tod stifteten seine Testamentsvollstrecker eine Statue Kaiser Heinrichs II., die im Ostquerschiff des Doms zu Münster ihren Platz fand. Dort wurde Heinrich auch beerdigt.